# Rama dorsal del nervio espinal
La rama dorsal del nervio espinal (o rama posterior del nervio espinal, o división primaria posterior) es la división posterior de un nervio espinal.
  La rama dorsal de un nervio espinal se forma a partir de la raíz dorsal del nervio después de emerger de la médula espinal. El nervio espinal se forma a partir de la rama dorsal y de la rama ventral.
La rama dorsal transporta información que suministra a los músculos y al sistema somatosensorial en la espalda humana. 
Las ramas dorsales proporcionan inervación motora a los músculos profundos (intrínsecos) de la espalda e inervación sensorial a la piel de la porción posterior de la cabeza, el cuello y la espalda.

## Estructura

Rama dorsal.

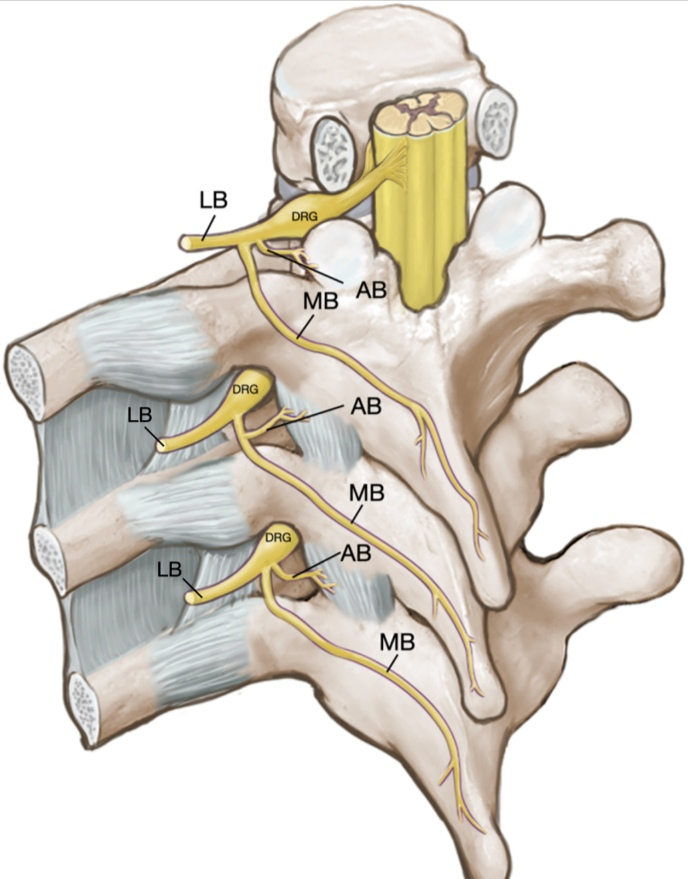
Ramas dorsales del Nervio espinal.
DRG=ganglio raíz dorsal, LB= lateral, MB= medial, AB= articular.

Los axones de la raíz ventral se unen con los axones de ganglios de la raíz dorsal para formar los nervios espinales mixtos (abajo). Estos luego se fusionan para formar los nervios periféricos.  Poco después de formarse este nervio espinal, se ramifica en una rama dorsal y en una rama ventral. El nervio espinal es un nervio mixto que transporta información tanto del sistema sensorial como del sistema motor. También se ramifica para formar los ramus communicans que forman conexiones con el ganglio simpático.
Después de formarse, la rama dorsal de cada nervio espinal se desplaza hacia atrás, excepto el primero cervical, el cuarto y quinto sacro y el coccígeo. Las ramas dorsales se dividen en medial, intermedia y lateral.  La rama lateral suministra inervación al músculo iliocostalis, así como a la piel lateral al músculo en la espalda.  La rama intermedia suministra inervación al músculo espinal y al músculo longissimus. La rama medial suministra inervación al resto de los músculos derivados epaxiales de la espalda (incluyendo los transversospinales, los músculos intertransversos, los músculos interespinales, los músculos suboccipitales y el esplenio), así como a las articulaciones zigapofisarias.

## Función
Dado que cada nervio espinal transporta información sensorial y motora, los nervios espinales se denominan nervios mixtos. Las ramas posteriores transportan información motora visceral, motora somática y sensorial hacia y desde la piel y los músculos profundos de la espalda. Las ramas posteriores son distintas entre sí, y cada una inerva una estrecha franja de piel y músculo a lo largo de la espalda, más o menos al nivel en que la rama deja el nervio espinal.

## Imágenes adicionales

La formación del nervio espinal a partir de las raíces dorsales y ventrales.